# Sixto Rojas Pérez
Sixto Javier Rojas Pérez (Capiatá, Paraguay, 28 de junio de 1982 - Asunción, Paraguay, 10 de enero de 2007) fue un futbolista paraguayo. Jugaba de centrocampista y su primer equipo fue el club Olimpia de Paraguay.

## Trayectoria
Su primer club fue el Club Olimpia de Asunción, donde se formó como jugador y en el que jugó el la Primera División de Paraguay en 2004 y 2005. En la segunda mitad de 2005 fue fichado por Deportes La Serena de Chile. En 2006 jugó en el 12 de Octubre Football Club y a finales de ese mismo año fue contratado por el Sportivo Trinidense, que acababa de ascender a Primera División, aunque no pudo llegar a debutar.
Murió el 10 de enero, ya fichado por Sportivo Trinidense, cuando realizaba la pretemporada con este club. El jugador se desmayó mientras el equipo entrenaba en el Jardín Botánico de Asunción, y cuando llegó a un centro de salud ya había fallecido de paro cardíaco.

## Clubes
| Club                        | País     | Año       |
| --------------------------- | -------- | --------- |
| Club Olimpia                | Paraguay | 2004-2005 |
| Deportes La Serena          | Chile    | 2005      |
| 12 de Octubre Football Club | Paraguay | 2006      |
| Sportivo Trinidense         | Paraguay | 2007      |

- Datos: Q7533238